# Copa Umbro
La Copa Umbro fue un torneo internacional de fútbol amistoso, que tuvo lugar en junio de 1995 en Inglaterra. El trofeo fue patrocinado por la marca deportiva Umbro, el entonces fabricante del uniforme de la selección inglesa.

## Participantes
- Brasil
- Inglaterra (país anfitrión)
- Suecia
- Japón

## Estadios
| Londres | Liverpool     | Birmingham | Leeds       | Nottingham  |
| ------- | ------------- | ---------- | ----------- | ----------- |
| Wembley | Goodison Park | Villa Park | Elland Road | City Ground |
|         | Goodison Park |            |             |             |

## Clasificación final
| Equipo     | PJ | PG | PE | PP | GF | GC | DG | Pts |
| ---------- | -- | -- | -- | -- | -- | -- | -- | --- |
| Brasil     | 3  | 3  | 0  | 0  | 7  | 1  | +6 | 9   |
| Inglaterra | 3  | 1  | 1  | 1  | 6  | 7  | –1 | 4   |
| Suecia     | 3  | 0  | 2  | 1  | 5  | 6  | –1 | 2   |
| Japón      | 3  | 0  | 1  | 2  | 3  | 7  | –4 | 1   |

## Partidos
| 3 de junio de 1995 | Inglaterra                      | 2–1 | Japón     | Wembley, Londres,     |                       |
|                    | Anderton 48' · Platt 88' (pen.) |     | Ihara 62' | Árbitro(s): Uilenberg | Árbitro(s): Uilenberg |

| 4 de junio de 1995 | Brasil      | 1–0 | Suecia | Villa Park, Birmingham, |                 |
|                    | Edmundo 42' |     |        | Árbitro(s): Jol         | Árbitro(s): Jol |

| 6 de junio de 1995 | Brasil                             | 3–0 | Japón | Goodison Park, Liverpool, |                       |
|                    | Roberto Carlos 6' · Zinho 52', 63' |     |       | Árbitro(s): McCluskey     | Árbitro(s): McCluskey |

| 8 de junio de 1995 | Inglaterra                                | 3–3 | Suecia                           | Elland Road, Leeds, |                     |
|                    | Sheringham 44' · Platt 89' · Anderton 90' |     | Mild 11', 37' · K. Andersson 46' | Árbitro(s): Mottram | Árbitro(s): Mottram |

| 10 de junio de 1995 | Suecia                | 2–2 | Japón                    | City Ground, Nottingham, |                       |
|                     | K. Andersson 53', 68' |     | Fujita 9' · Kurosaki 86' | Árbitro(s): Amendolia    | Árbitro(s): Amendolia |

| 11 de junio de 1995 | Inglaterra  | 1–3 | Brasil                                           | Wembley, Londres,    |                      |
|                     | Le Saux 38' |     | Juninho Paulista 54' · Ronaldo 61' · Edmundo 76' | Árbitro(s): Pairetto | Árbitro(s): Pairetto |

## Goleadores
| 3 goles - Kennet Andersson 2 goles - Edmundo - Zinho - Darren Anderton - David Platt - Håkan Mild | 1 gol - Juninho Paulista - Roberto Carlos - Ronaldo - Graeme Le Saux - Teddy Sheringham - Hisashi Kurosaki - Masami Ihara - Toshiya Fujita |

| Copa Umbro Campeón Brasil |